# José Díaz Morales
José Díaz Morales (né le 31 juillet 1908 à Tolède en Espagne et mort en 1976) est un réalisateur, scénariste, acteur, et producteur de cinéma espagnol émigré au Mexique depuis la guerre d'Espagne.

## Filmographie

### Comme réalisateur
| - 1942 : Jésus de Nazareth - 1943 : Cristóbal Colón - 1945 : Adulterio - 1945 : Los Amores de un torero - 1945 : Una Gitana en México - 1946 : La Culpable - 1946 : Palabras de mujer - 1946 : Pervertida - 1946 : Por un amor - 1947 : Carita de cielo - 1947 : Extraña obsesión - 1947 : Pecadora - 1947 : Una Gitana en Jalisco - 1948 : Señora Tentación - 1949 : El Capitán de Loyola - 1949 : La Revoltosa - 1949 : Paz - 1950 : Cabellera blanca - 1950 : La Edad peligrosa - 1950 : La Malcasada - 1950 : Pobre corazón - 1950 : Tacos joven - 1951 : La Tienda de la esquina - 1951 : Noche de perdición - 1951 : Retorno al quinto patio - 1951 : Salón de belleza - 1952 : Cartas a Ufemia - 1952 : El Dinero no es la vida - 1952 : Secretaria particular - 1953 : La Segunda mujer - 1953 : Mi papá tuvo la culpa - 1953 : qué malo eres! ¡Amor - 1953 : Yo soy muy macho - 1954 : Martes 13 - 1954 : Reventa de esclavas - 1955 : La Engañadora - 1955 : Necesito un marido - 1956 : Esposas infieles - 1956 : Juventud desenfrenada - 1957 : Al compás del rock'n roll - 1957 : La Virtud desnuda - 1957 : Los Chiflados del rock and roll - 1957 : Tinieblas - 1958 : Concurso de belleza - 1959 : La Rebelión de los adolescentes - 1959 : Manicomio | - 1959 : Siete pecados - 1960 : demonio y carne Mundo - 1960 : Por ti aprendí a querer - 1961 : Besito a Papa - 1961 : Confidencias matrimoniales - 1961 : Las Cosas prohibidas - 1961 : Matrimonios juveniles - 1961 : Sobre el muerto las coronas - 1962 : El Cara parchada - 1962 : Estos años violentos - 1962 : Las Recién casadas - 1962 : Los Bárbaros del norte - 1962 : Los Secretos del sexo débil - 1963 : Yo, el mujeriego - 1963 : La Revoltosa - 1964 : El Hacha diabólica - 1964 : Atacan las brujas - 1965 : Profanadores de tumbas - 1965 : El barón Brákola - 1967 : Las Amiguitas de los ricos - 1967 : Los que nunca amaron - 1967 : Mujeres, mujeres, mujeres - 1968 : El Satánico - 1968 : Esta noche si - 1968 : Muchachas, muchachas, muchachas - 1968 : Noches prohibidas - 1968 : Un Nuevo modo de amar - 1969 : El Amor y esas cosas - 1969 : Las Infieles - 1969 : No juzgarás a tus padres - 1969 : Préstame a tu mujer - 1970 : El Manantial del amor - 1970 : Ha entrado una mujer - 1970 : La Amante perfecta - 1970 : La Rebelion de las hijas - 1970 : Las Cadenas del mal - 1971 : El Sinvergüenza - 1971 : La Hora desnuda - 1972 : Los Ángeles de la tarde - 1973 : Besos, besos… y mas besos - 1973 : El Imponente - 1973 : Mujercitas - 1974 : Adorables mujercitas - 1974 : El Primer amor - 1974 : Mi amorcito de Suecia |

### Comme scénariste
| - 1942 : Dos corazones y un tango - 1942 : Jesús de Nazareth - 1942 : Regalo de reyes - 1943 : Canto a las Américas - 1943 : Cristóbal Colón - 1944 : Me ha besado un hombre - 1945 : Adulterio - 1945 : Los Amores de un torero - 1945 : Una Gitana en México - 1946 : La Culpable - 1946 : Palabras de mujer - 1946 : Por un amor - 1947 : Carita de cielo - 1947 : Extraña obsesión - 1947 : Pecadora - 1948 : Revancha (en) - 1948 : Señora Tentación - 1949 : El Capitán de Loyola - 1949 : La Revoltosa - 1950 : Cabellera blanca - 1950 : La Edad peligrosa - 1950 : Tacos joven - 1951 : La Tienda de la esquina - 1951 : Noche de perdición - 1951 : Retorno al quinto patio - 1951 : Salón de belleza - 1952 : Cartas a Ufemia - 1952 : El Dinero no es la vida - 1953 : La Segunda mujer - 1953 : Mi papá tuvo la culpa - 1953 : ¡Amor, qué malo eres! - 1953 : Yo soy muy macho - 1954 : Martes 13 - 1954 : Reventa de esclavas | - 1955 : La Engañadora - 1955 : Necesito un marido - 1956 : Esposas infieles - 1956 : Juventud desenfrenada - 1957 : Al compás del rock'n roll - 1957 : La Virtud desnuda - 1958 : Concurso de belleza - 1959 : La Rebelión de los adolescentes - 1959 : Manicomio - 1959 : Siete pecados - 1961 : Besito a Papa - 1961 : Confidencias matrimoniales - 1961 : Las Cosas prohibidas - 1961 : Sobre el muerto las coronas - 1962 : Los Secretos del sexo débil - 1966 : Profanadores de tumbas - 1967 : El barón Brákola - 1967 : Mujeres, mujeres, mujeres - 1968 : Esta noche si - 1968 : Las Pecadoras - 1968 : Un Nuevo modo de amar - 1969 : El Amor y esas cosas - 1969 : Las Infieles - 1969 : No juzgarás a tus padres - 1969 : Préstame a tu mujer - 1970 : El Manantial del amor - 1970 : Ha entrado una mujer - 1970 : La Rebelion de las hijas - 1971 : El Sinvergüenza - 1971 : La Hora desnuda - 1973 : Besos, besos… y mas besos - 1974 : Adorables mujercitas - 1974 : La Faccia violenta di New York |

### Comme acteur
- 1944 : El Corsario negro de Chano Urueta

### Comme producteur
- 1971 : El Sinvergüenza de lui-même

## Distinction
- 1951 : Prix CEC (Círculo de Escritores Cinematográficos) du Meilleur Scénario pour La revoltosa